# Каменский, Фёдор Козьмич
Фёдор Козьмич Каменский (10 февраля 1810 года, Пермский уезд — 27 ноября 1883 года, Пермь) — российский предприниматель, меценат и общественный деятель, оказавший существенную поддержку развитию учебных заведений в городе Перми, член Пермского окружного правления общества спасания на водах, Пермский городской голова в 1865—1869 годах. Купец 1-й гильдии, потомственный почётный гражданин.

## Биография
Родился 10 (22) февраля 1810 в деревне Данилиха Пермского уезда Пермской губернии (ныне это микрорайон Перми) в крестьянской семье. Вместе с младшим братом Григорием продолжил родовое дело — занимался извозом по городам и ярмаркам Урала и Сибири. Это позволило братьям накопить некоторый капитал, и в 1857—1859 годах они освободились от крепостной зависимости:

…обладая здравым умом, своим неутомимым денно-ночным трудом и строго-христианскою жизнью успели приобрести средства к тому, чтобы незадолго до Всемилостивейшего дарования свободы крепостным, внести своей владелице значительный денежный выкуп за себя и за все семейство.
— Григорий Козмич Каменский. Некролог. // Пермские епархиальные ведомости за 1893 г., № 5
В 1858 году записался в купцы 3-й гильдии, в 1862 году стал купцом 2-й, а позже и 1-й гильдии. В 1857 году он купил у купца А. Т. Красильникова за 100 рублей участок земли в Перми, на правом берегу реки Егошихи и слева от Соликамского тракта. Позднее он выгодно продал эту землю под строительство железной дороги. В 1858—1859 годах братья Каменские построили свой первый буксирный пароход «Работник». Перевозка грузов водным путём стала приносить им значительную прибыль. Также одним из источников их дохода была выдача денежных займов с процентами. Часть доходов они направили на развитие дела — строительство новых пароходов, а часть направили на благотворительные цели. Они приобрели здание на улице Пермской (на чётной стороне квартала между улицами Сибирская и Оханская — ныне Газеты «Звезда») сделали перепланировку и в 1860 году подарили его женскому училищу, которое позднее было преобразовано в Мариинскую женскую гимназию и размещалось в этом здании 27 лет. Братья Каменские до конца жизни были попечителями гимназии.
В 1862 году у братьев было уже два буксирных парохода, и после успешной навигации они пожертвовали 8000 рублей на строительство Воскресенской церкви в память освобождения крестьян от крепостной зависимости. В 1865 году было основано пароходство братьев Каменских. Перевозка пассажиров между Пермью и Нижним Новгородом осуществлялась пароходами «Иоанн», «Михаил», «Александр», «Василий», названными в честь сыновей братьев Каменских. Часть прибыли была направлена на строительство церкви при пересыльной тюрьме, освящённой 18 ноября 1873 года. В здании пересыльной тюрьмы ныне размещён Пермский областной кукольный театр. В 1871 году был основан торговый дом «Товарищество пароходства и транспортирование грузов Ф. и Г. Братья Каменские», осуществлявший перевозку грузов по России водным путём.
В 1874 году на берегу Камы Каменские построили и пустили в действие литейно-механический завод для производства железа, постройки и ремонта судов.
Ф. Каменский был гласным городской думы, а в 1865—1869 годах занимал пост городского головы Перми. В декабре 1868 года стал членом «Комитета по вопросу об уральской железной дороге».
Вместе с братом занимался благотворительностью. В 1872—1873 годах они финансировали строительство Свято-Николаевской каменной церкви в исправительном арестантском заведении. В 1879 году на их средства была построена каменная церковь в Успенском женском монастыре. Также они купили здание для городской общественной богадельни, во флигеле которого была размещена временная церковь. В 1882 году Фёдор и Григорий Каменские приобрели здание для детского приюта, а в 1887 году пожертвовали 1000 рублей на строительство церкви приюта. Братья Каменские делали крупные пожертвования на строительство и содержание Успенского женского монастыря, а позже монастырь поддерживали их дети. Ф. Каменский был членом Пермского окружного правления Общества спасания на водах, местного управления Российского общества Красного Креста, попечительских советов женской гимназии и городской общественной богадельни.
Умер 27 ноября (9 декабря) 1883, похоронен в Успенском женском монастыре.

## Семья
Супруга- Маремьяна Ивановна Каменская (Верхоланцева), умерла в 1861 году;
Сыновья: Михаил(1840-1905), Иван (1842-1882) , Василий (1847-1920).
Сестра: Наталья Козьмовна Каменская (1817-1874).